# Leslieara
× Leslieara, (abreviado Lesl) en el comercio, es un híbrido intergenérico entre los géneros de orquídeas Broughtonia × Cattleyopsis × Diacrium × Epidendrum. Fue publicado en Orchid Rev. 92(1084, cppo): 11 (1984).